# Jurij (isole Chabomai)
Jurij (in russo: Юрий; in giapponese: 勇留島 Juri-to) è una delle isole Chabomai nella parte meridionale delle isole Curili che amministrativamente appartengono al Južno-Kuril'skij rajon dell'oblast' di Sachalin, in Russia, ma sono, insieme a Iturup, Kunašir e Šikotan, rivendicate dal Giappone.

## Geografia
L'isola ha una superficie di 13 km², con un'altezza massima di 44 m; fa parte del territorio della Riserva naturale delle Curili (Курильский государственный природный заповедник).
Jurij si trova 1,5 km a sud-est dell'isola di Zelënyj, separata dallo stretto di Voejkov. A est, a 6 km, si trova Tanfil’eva, separata dallo stretto di Tanfil'ev. Lo stretto Jurij infine a sud-ovest la divide da Anučina.